# Tätskivig trattkremla
Tätskivig trattkremla (Russula chloroides) är en svampart som först beskrevs av Julius Vincenz von Krombholz, och fick sitt nu gällande namn av Giacopo Bresàdola 1900. Tätskivig trattkremla ingår i släktet kremlor och familjen kremlor och riskor.  Arten är reproducerande i Sverige. Inga underarter finns listade i Catalogue of Life.

## Källor

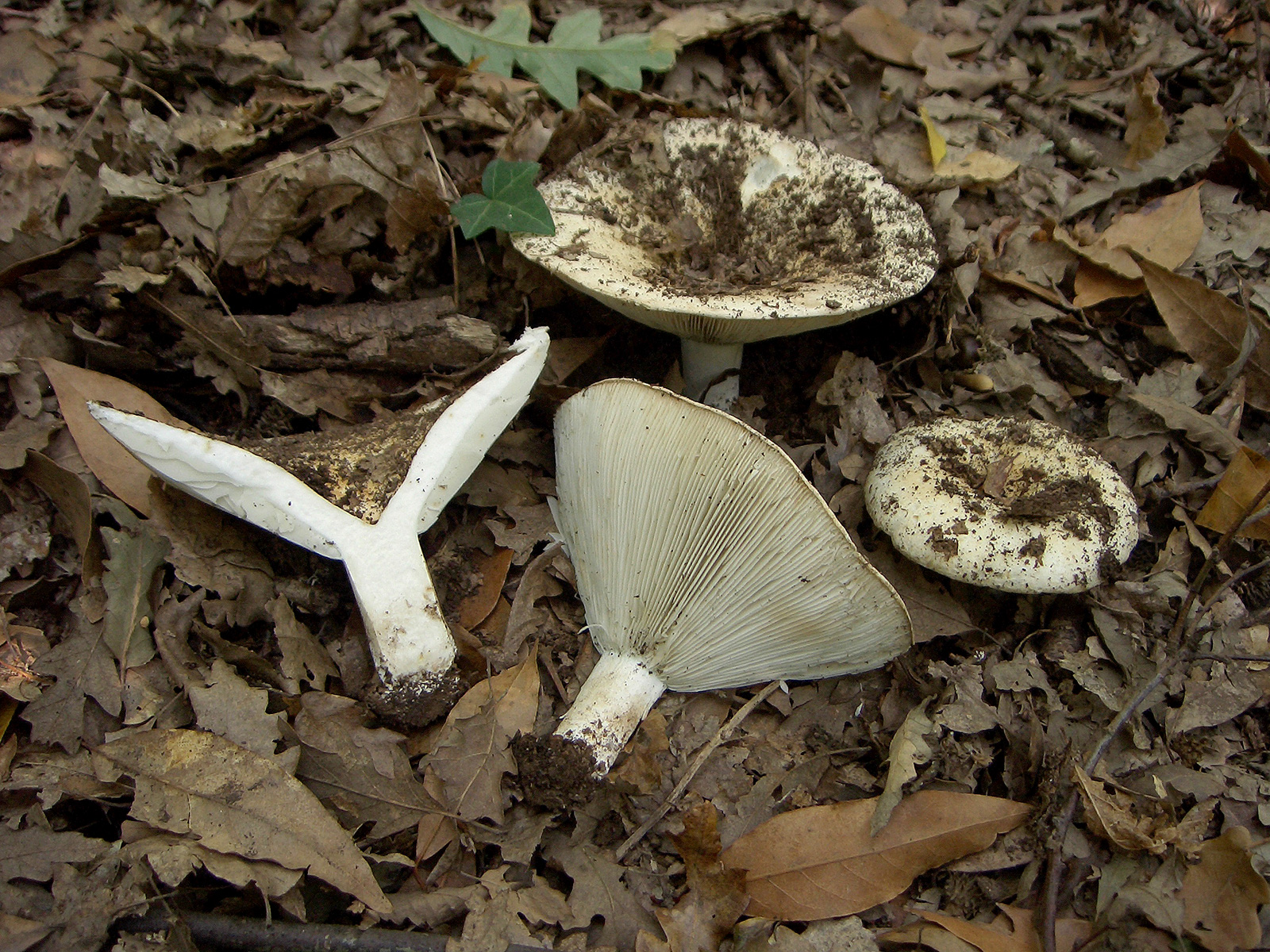
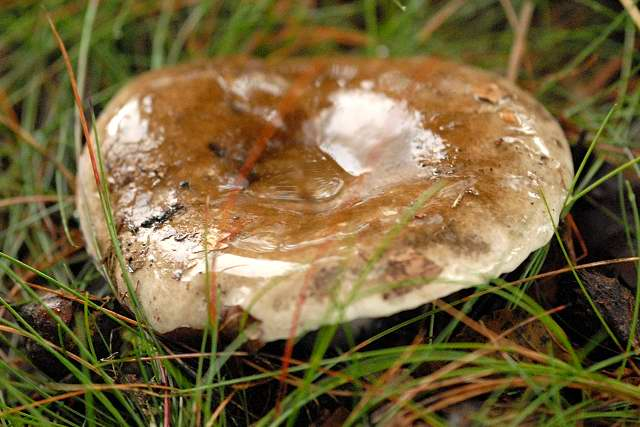
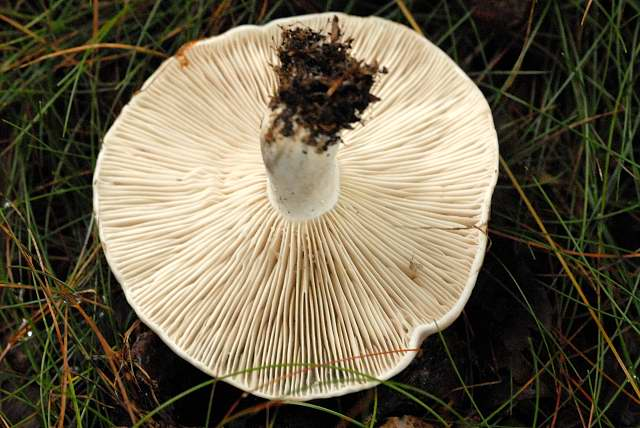